# 蕭岌
東平孝王蕭岌（？—566年），梁宣帝蕭詧第六子，梁明帝蕭巋之弟。封東平王。
蕭岑秉性淳和，幼而好學。梁明帝在位期间，蕭岑官至侍中、中衛將軍，以范遹為長史。天保五年（566年），蕭岑去世，追赠侍中、司空，諡曰孝王。